# ورخنئیوانایوو
ورخنئیوانایوو (به لاتین: Verkhneivanayevo) یک منطقهٔ مسکونی در روسیه است که در باشقیرستان واقع شده‌است.